# Olšanský rybník (Kunratice)
Olšanský rybník (někdy zvaný jako Olšaňák) je průtočný rybník na Olšanském potoce, levém přítoku Kunratického potoka, na okraji Prahy-Kunratic, nedaleko rybníka a koupaliště Šeberák. Severní a východní břeh rybníka je hranicí Šeberova. Rybník má rozlohu 4,4 ha Objem činí 68 720 m³. Rybník je využíván k chovu ryb či rekreaci.
Vlastníkem je hlavní město Praha, rybník spravují Lesy ČR.

## Historie
První mapová zmínka o rybníku pochází z roku 1848. Přesto se předpokládá, že rybník byl založen již v 17. století spolu s rybníkem Šeberák.
První zmínka o plánované rekonstrukci pochází roku 1963, kdy byl nahrazen vyhnilý dřevěný požerák a byl opraven propad hráze. V 70. letech 20. století došlo také k úpravám, které čítaly zatrubnění vytékajícího Olšanského potoka a nejspíše také navýšení terénu mezi rybníkem a Vesteckým potokem.
Mezi lety 2017 až 2018 proběhla revitalizace rybníka. Byl vypuštěn, vyčistěn a odbahněn, z místa bylo odvezeno přibližně 21 800 m³ sedimentu. Práce zahrnovaly opravu přelivu a pročištění břehů. Hráz byla zpozvolněna a opevněna těžkou balvanitou rovnaninou. Pro provádění výlovů zde vzniklo loviště a kádiště. Po dokončení této revitalizace došlo k revitalizaci nedalekého rybníka Šeberák.
Dne 2. května 2018 byl na dně rybníka nalezen granát, následně byly uzavřeny okolní ulice a granát byl odpálen pyrotechnikem. K obnovení provozu v okolí došlo pár hodin po nálezu.

## Fauna
Na tomto rybníce dlouhodobě přebývá a rozmnožuje početná populace obojživelníků, jako například čolek obecný nebo skokan zelený. Společně s dalšími rybníky v okolí, včetně chráněných nedalekých Hrnčířských luk, patří mezi významná hnízdiště mnoha druhů vodních ptáků. Olšanský rybník je také klíčovou zastávkou pro migrující druhy.

## Rybaření
Rybník slouží jako rybářský sportovní revír obhospodařovaný Českým rybářským svazem, územním svazem města Prahy. Platí zde zákaz krmení a vnadění a zákaz lovu z hráze.